# Абдулхамид, Сауд
Сау́д Абдулла́ Сале́м Абдулхами́д (араб. سعود عبدالحميد‎; род. 18 июля 1999, Джидда, Мекка) — саудовский футболист, защитник итальянского клуба «Рома» и сборной Саудовской Аравии. Чемпион Азии в возрастной категории до 19 лет.

## Клубная карьера
Абдулхамид — воспитанник клуба «Аль-Иттихад». 14 декабря 2018 года в матче против «Аль-Батин» он дебютировал в саудовской Про-лиге. 5 февраля 2020 года в поединке против «Аль-Таавун» Сауд забил первый гол за клуб.
В январе 2022 года Абдулхамид на правах свободного агента стал игроком «Аль-Хиляль».
27 августа 2024 года за 2,5 миллиона евро стал игроком итальянской «Ромы». Дебютировал за клуб месяц спустя в матче Лиги Европы против «Атлетик Бильбао», став первым игроком из Саудовской Аравии, сыгравшим в еврокубках.

## Международная карьера
Осенью 2018 года Сауд был включён в состав сборной до 19 лет для участия в чемпионате Азии среди юниоров. 29 октября в матче четвертьфинала против Австралии на 82-й минуте отличился забитым мячом, установив окончательный счёт матча 3:1.
В мае 2019 года попал в заявку сборной до 20 лет на чемпионат мира в Польше.

## Достижения
«Аль-Хиляль»
- Чемпион Саудовской Аравии (2): 2021/22, 2023/24
- Обладатель Саудовского кубка чемпионов  (2): 2022/23, 2023/24
- Обладатель Суперкубка Саудовской Аравии: 2023

Саудовская Аравия (до 19)
- Победитель юношеского чемпионата Азии: 2018

Саудовская Аравия (до 23)
- Победитель молодёжного чемпионата Азии: 2022